# Stypułów
Stypułów (niem. Herwigsdorf) – wieś w Polsce położona w województwie lubuskim, w powiecie nowosolskim, w gminie Kożuchów, nad rzeką Brzeźnicą.
W latach 1975–1998 miejscowość administracyjnie należała do województwa zielonogórskiego.

## Części wsi
| SIMC    | Nazwa       | Rodzaj     |
| ------- | ----------- | ---------- |
| 0910498 | Kierzkowice | przysiółek |
| 0910481 | Przyborze   | część wsi  |

## Nazwa
W księdze łacińskiej Liber fundationis episcopatus Vratislaviensis (pol. Księga uposażeń biskupstwa wrocławskiego) spisanej za czasów biskupa Henryka z Wierzbna w latach 1295–1305 miejscowość wymieniona jest w zlatynizownej formie Styplow.

## Demografia
Poniżej znajduje się tabela ukazująca liczbę mieszkańców Stypułowa w wyszczególnionych latach:
| Rok  | Liczba mieszkańców |
| ---- | ------------------ |
| 1998 | 1026               |
| 2002 | 910                |
| 2009 | 966                |
| 2011 | 961                |
| 2021 | 907                |

Od 1998 do 2021 roku liczba osób mieszkających we wsi spadła o 11,6%.

## Historia
Pierwsze wzmianki o wsi Stypułów pojawiły się w 1295 r. (Stiplow). Prawdopodobnie w końcu XIV w. rozległa wieś ulicówka uległa podziałowi na dwie części – dolną, środkową, później górną (niem. Nieder-, Mittel-, Ober Herwigsdorf), które miały różnych właścicieli. Jednym z nich był, wzmiankowany w 1338 r., Kunad ze Stypułowa.

## Zabytki
Do wojewódzkiego rejestru zabytków wpisane są:
Stypułów Dolny:

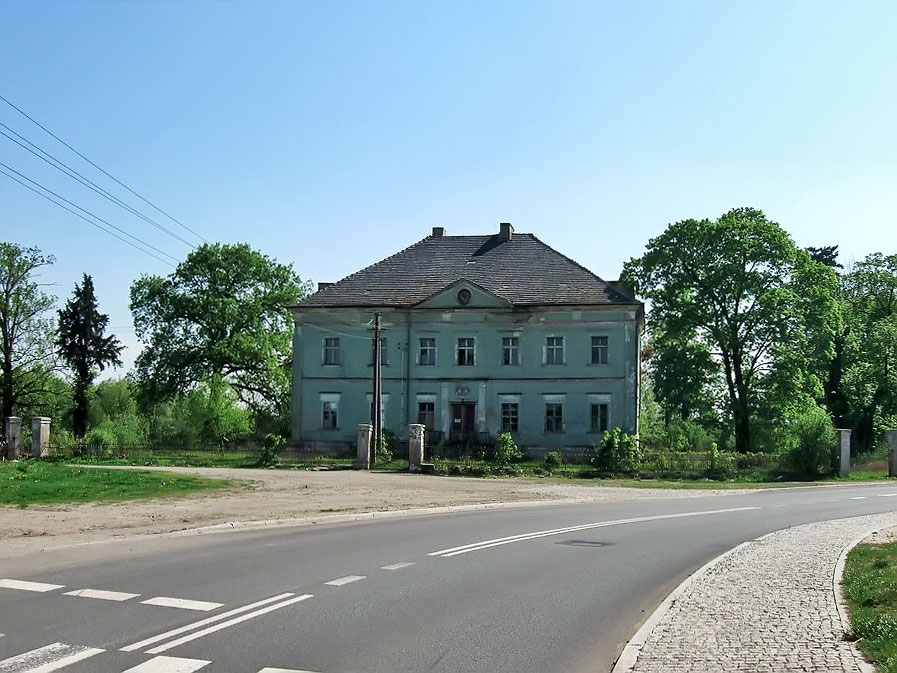
Dwór w Stypułowie Średnim, XVI w.

- Kościół św. Jadwigi w Stypułowie, gotycki z XIV–XVI w., murowany z kamienia i rudy darniowej, salowy z dobudowaną wieżą, otoczony kamiennym murem, pochodzącym ze średniowiecza;
- zespół pałacowy, XVII, XIX wieku:
  - pałac klasycystyczny z XIX w. wg projektu Johana Schultze,
  - park.

Stypułów Górny:
- zespół folwarczny z połowy XIX wieku,
- oficyna,
- czworak.

Stypułów Średni:
- park z końca XIX wieku.

Inne zabytki:
- dwór renesansowy z XVI w.